# Mathias Sandorf
Mathias Sandorf (1885) je pustolovski roman francoskega pisatelja Julesa Verna, prvič objavljen v švicarskem časopisu Le Temps. Motiv otoka, kriptogrami in nepričakovano razkritje identitete ga povezujejo z avtorjevimi prejšnjimi deli. Posvetil ga je Alexandru Dumasu. Roman je bil zamišljen kot del serije Nenavadna potovanja.

## Vsebina
Leta 1867 se v Trstu znajdeta potepuha Sarcany in Zirone, ki lačna in brez denarja brezupno tavata po mestu. Po naključju prestrežeta goloba pismonošo, ki nosi zakodirano sporočilo. Sarcany ga natančno prepiše. Goloba nahranita in ga izpustita s strehe najvišjega stolpa v Trstu. Golob ju vodi do stare hiše, kjer so se zbrali trije madžarski zarotniki, ki načrtujejo vstajo proti Avtro-Ogrski. Ti zarotniki so Stephen Bathory, Ladislas Zathmar in Mathias Sandorf, ki je tudi glavni finančni podpornik vstaje. Sarcany in Zirone s pomočjo bankirja Silasa Toronthala dešifrirata skrivno sporočilo. Kot priložnost za dober zaslužek napravijo načrt za razkrinkanje zarote. Izdaja jim prinese bogato nagrado. Bankir Toronthal se preseli v Dubrovnik, Sarcany pa potuje po igralnicah v Sredozemlju. 
Avtroogrska policija zarotnike aretira, obsodi in zapre v grad v mestu Pazin. Tam naj bi bili usmrčeni. Bathory, Zathmar in Sandorf naredijo načrt za pobeg. Sandorf in Bathory se spustita po pečini Pazinske jame v žrelo ponora spodaj, kjer ju hudournik na deblu odnese na svobodo. Zathmar jima ne uspe slediti, ujamejo ga pazniki, njegovo usmrtitev pa preložijo. Po šestih urah Sandorfa in Bathoryja deblo prinese na gladino Limskega kanala. Od tam uspeta pobegniti vse do Rovinja, kjer ju pod okrilje vzame ribič Andrea Ferrato. Njuno izkrcanje pa ni ostalo neopaženo. Pri ribiču sta ubežnika nekaj časa varna, vendar se kmalu pojavi Španec Carpena, ki ju je prepoznal. Ferrata sprva prosi za roko njegove hčere, ker pa je ta proti, se vrne s policijo. Na begu je Bathory ranjen in Sandorf ga je prisiljen pustiti, sam pa steče proti morju, kjer po več strelih policisti pridejo do zaključka, da je utonil. Bathoryja vrnejo k Zathmarju v grad, kjer ju naslednji dan ustrelijo.
15 let pozneje se v Dubrovniku pojavi skrivnostni mož pod imenom doktor Antekirtt, ki išče Toronthala, Sarcanyja, Zironeja in Carpeno. Te ljudi krivi za smrt Stephena Bathoryja in Ladislasa Zathmarja. Doktor Antekirtt je v bistvu preživeli grof Mathias Sandorf, ki je postal nadvse uspešen in cenjen zdravnik in znanstvenik, ki pa premore tudi precejšnje bogastvo. Svoje življenje je po razkrinkanju in dogodkih leta 1867 posvetil služenju pravici. Pri iskanju izdajalcev mu pomaga Bathoryjev sin Peter, ki je živel s svojo materjo, Bathoryjevo vdovo. Peter se zaljubi v hčer Silasa Toronthala, Savo, za katero pa se izkaže, da je v resnici ugrabljena hči grofa Mathiasa Sandorfa. Na svoji jahti se doktor Antekirtt odpravi na lov po celotnem Sredozemlju, na koncu romana pa je vsak izmed izdajalcev ubit.

## Ozadje romana
Zgodba romana je umeščena v leto 1867, in sicer 18. maja, ko naj bi bile priprave za vstajo na Madžarskem že skoraj končane. Navezuje se na politični dogodek z imenom Avstro-Ogrski kompromis, ki je bil sprejet 27. maja istega leta. Madžarska je z njim pridobila dobršen del samostojnosti, vendar ne popolne. Čeprav pripoved tega izrecno ne omenja, je namen Sandorfa in preostalih zarotnikov sprememba tega kompromisa. Njihov cilj je zavzeti Budim (Budim in Pešta takrat namreč še nista bila eno mesto) in nekatera druga osrednja madžarska mesta ter tako izsiliti popolno neodvisnost Madžarske od Avstrije. Pri tem so se zanašali na vpliv poraza Avstrije v avstrijsko-pruski vojni, saj bi se bila Avstrija prisiljena vdati njihovim zahtevam.
Resničnemu dogajanju se približa tudi ravnanje avstrijskih oblasti ob odkritju zarote. Aretacija je potekala v popolni tajnosti, kot tudi obsodba na vojnem sodišču in hitra usmrtitev vseh radikalnih Madžarov, ki so sodelovali pri zaroti. Vernovi bralci so ob izidu knjige leta 1885 vedeli, še preden je Sandorf skupaj s sodelavci aretiran, da bo zarota neuspešna, kot tudi da bo kompromis sprejet in da bodo Madžari z njim precej zadovoljni. 
Verne je trdil, da je bil Mathias Sandorf osnovan na predlog njegovega založnika – to je bil Pierre-Jules Hetzel, s katerim naj bi Sandorf delil svoje goreče domoljubje in visok moralni čut. Doktor Antekirtt je posledično nekakšna kombinacija Hetzla in Nina Bixia, italijanskega generala in založnikovega prijatelja. Nekateri pa njegovo osebnost povezujejo z Lajosem Kossuthom, madžarskim borcem za svobodo, ki se podobno kot Sandorf ni mogel sprijazniti s kompromisom, in avstrijskim princem Ludwigom Salvatorjem. 
Roman se dogaja v Trstu, na Jadranski obali, na Siciliji in na obali severne Afrike. Kot razlog za tolikšne geografske premike likov je Verne navedel, da je želel bralcem predstaviti vse, kar bi morali vedeti o Sredozemlju. Nekatere kraje je Verne sam poznal, na primer Catanio in Etno. Italijansko pokrajino je opisoval po Stendhalovih delih, posebej po Promenadi v Rimu in Parmski kartuziji. 
Verne nikoli ni bil v Pazinu ali Istri, zato je zelo verjetno, da je podrobnosti o tamkajšnjem gradu in njegovi okolici prebiral v Les bords de l'Adriatique(Obale Jadrana), delu njegovega rojaka Charlesa Yriarta. Slednji je natančno opisal star grad v mestu, fotografije kraja pa je verjetno dobil od takratnega pazinskega župana Guiseppa Cecha, kateremu se tudi zahvaljuje s prvim natisom romana in posvetilom. Omenjeni opisi in fotografije naj bi bili osnova za Benettove ilustracije v romanu. 
Parna jahta Savarena, katere lastnik je v knjigi doktor Antekirtt, je identična Vernovi parni jahti Saint Michel III, ki jo je kupil od milijonarja markiza Prelauxa.

## Jules Verne in Pazin
Grof Mathias Sandorf se je nahajal v Pazinu 26. junija 1867. V spomin na ta literarni datum se je leta 1998 odvil prvi dan Julesa Verna, ki se od takrat dogaja vsako leto ob koncu junija. Istega leta je bil ustanovljen tudi Klub Julesa Verna z namenom združevanja ljubiteljev Vernove literature, prav tako pa poskuša popularizirati branje, prevajanje in izdajanje njegovih knjig. Hkrati organizira Dneve Julesa Verna, Festival fantastične književnosti in podobne aktivnosti, mesto Pazin pa predstavlajo kot mesto Julesa Verna. Med letoma 1989 in 1990 je tu delovalo amatersko gledališče Mathias Sandorf, ob gradu pa je še danes tudi Ulica Julesa Verna.

## Filmske, televizijske in gledališke adaptacije
Roman Mathias Sandorf je bil leta 1880 v Parizu zaigran kot igra v petih dejanjih, igran pa je bil tudi v Bostonskem gledališču leta 1888 in v newyorškem gledališču Niblo's Garden istega leta. 
Leta 1921 je nemi film z naslovom Mathias Sandorf zrežiral Henri Fescourt. Film se je izkazal za enega najbolj priljubljenih v Fescourtovi režiji. 
Leta 1963 je izšel novi istoimenski film v režiji Georgesa Lampina. 
Leta 1979 je bila v režiji Jean-Pierra Decourta posneta televizijska serija za francosko televizijo.
V letih 2022 in 2023 je bil zaigran kot muzikal v dveh aktih, in sicer v madžarščini s podnapisi. 

## Mathias Sandorf in Slovenci
Roman je leta 1972 v slovenščino prevedel Boris Verbič. Roman je bil tedaj omenjen v povezavi s Pazinom v časopisih Jašubeg en Jered in Primorski dnevnik. Pred izdajo prevoda se ime romana pojavlja v slovenščini zgolj v oglasih, ki se nanašajo na njegove filmske adaptacije.